# Nemzeti elhárító szervezetek listája
Ebben a listában azok a nemzeti titkosszolgálatok szerepelnek a 2010-es évek elején ismert állapot szerint, amelyek elsősorban elhárító tevékenységet végeznek. Nincsenek itt felsorolva a hírszerző szervezetek, bár gyakran azok is folytatnak ilyen jellegű aktivitást (külföldön támadólagos elhárítást, illetve a saját szervezetükön belüli belbiztonsági munkát).

## Nemzeti elhárító szervezetek listája
Amerikai Egyesült Államok
- United States Army Intelligence CI Special Agents (USAI)
- Army Intelligence and Security Command (INSCOM)
- Air Force Office of Special Investigations (AFOSI)
- DIA's Defense Counterintelligence and Human Intelligence Center (DCHC)
- Defense Criminal Investigative Service (DCIS)
- Diplomatic Security Service (DSS), U.S. Department of State (DS/ICI/CI)
- Federal Bureau of Investigation (FBI) Foreign Counterintelligence Program
- Naval Criminal Investigative Service (NCIS, korábban NIS)
- Office of the National Counterintelligence Executive (ONCIX)

Ausztrália
- Australian Security Intelligence Organisation (ASIO)

Belarusz
- Belarusz Köztársaság Állambiztonsági Bizottsága

Belgium
- Belga Állami Biztonsági Szolgálat hivatalos neve holland nyelven: Staatsveiligheid (SV); francia nyelven, Sûreté de l'État (SE)

Kanada
- Canadian Security Intelligence Service (CSIS)
- Canadian Forces National Counter-Intelligence Unit (CFNCIU)

Csehország
- Bezpečnostní informační služba (BIS) (Biztonsági Információs Szolgálat)

Egyesült Királyság
- Security Service, commonly known as MI5
- Royal Air Force Police Special Investigations and Intelligence Branch

Észtország
- Kaitsepolitseiamet (KaPo) (Biztonsági Rendőrségi Hivatal)

Finnország
- Suojelupoliisi (SuPo), hivatalos neve svéd nyelven Skyddspolisen, (Védelmi Rendőrség)

Franciaország
- Direction générale de la sécurité intérieure (DGSI), (Belső Biztonság Főigazgatósága)

Görögország
- Hellenic National Intelligence Service (NIS-EYP) Sub-Directorate for International Terrorism and Organized Crime

Hollandia
- Algemene Inlichtingen- en Veiligheidsdienst (AIVD) — Általános Hírszerző és Biztonsági Szolgálat
- Militaire Inlichtingen- en Veiligheidsdienst (MIVD) — Katonai Hírszerző és Biztonsági Szolgálat

Izland
- Greiningardeild Ríkislögreglustjóra

India
- Intelligence Bureau (IB)

Írország
- Garda Crime & Security Branch (CSB)
- Garda Special Detective Unit (SDU)
- Garda National Surveillance Unit (NSU)

Irán
- Irán Hírszerzési és Nemzetbiztonsági Minisztériuma

Izrael
- Shin Bet (hivatalos neve Shabak)

Japán
- Közbiztonsági Hírszerzési Ügynökség (Koanchosacho)

Kenya
- National Security Intelligence Service  (NSIS)

Lengyelország
- Agencja Bezpieczeństwa Wewnetrznego (ABW) — (Belső Biztonsági Ügynökség)
- Służba Kontrwywiadu Wojskowego (SKW); (Katonai Elhárító Szolgálat)

Libanon
- Special Agency to Combat Terrorism

Magyarország
- Alkotmányvédelmi Hivatal
- Katonai Nemzetbiztonsági Szolgálat
- Nemzeti Védelmi Szolgálat

Németország
- Bundesnachrichtendienst (BND) (Szövetségi Hírszerző Szolgálat)
- Bundesamt für Verfassungsschutz (BfZ) (Szövetségi Alkotmányvédelmi Hivatal)
- Militärischer Abschirmdienst (MAD) (Katonai Védelmi Szolgálat)

Olaszország
- Agenzia Informazioni e Sicurezza Interna (AISI), korábban SISDE, (Belső Információs és Biztonsági Ügynökség)

Oroszország
- Az Oroszországi Föderáció Szövetségi Biztonsági Szolgálata (FSB) orosz nyelven: Федеральная служба безопасности Российской Федерации (ФСБ)

Pakisztán
- Intelligence Bureau (IB)

Portugália
- Serviço de Informações e Segurança (SIS)

Románia
- Serviciul Român de Informaţii (SRI)

Svájc
- Federal Office of Police — in German, Bundesamt für Polizei (BAP); in French, Office fédéral de la police; in Italian, Ufficio federale di polizia

Svédország
- Säkerhetspolisen (Säpo) — (Biztonsági Rendőrség)

Szerbia
- Bezbednosno-informativna agencija (BIA) (Biztonsági Információs Ügynökség)
- Vojnobezbednosna agencija (VBA), (Katonai Biztonsági Ügynökség)

Szlovákia
- Národný bezpečnostný úrad (NBÚ) — National Security Bureau

Törökország
- Higher Counterterrorism Council

Új-Zéland
- Új-zélandi Biztonsági Hírszerző Szolgálat

Ukrajna
- Ukrán Biztonsági Szolgálat (SBU)

## Fordítás
- Ez a szócikk részben vagy egészben a List of counterintelligence organizations című angol Wikipédia-szócikk ezen változatának fordításán alapul.  Az eredeti cikk szerkesztőit annak laptörténete sorolja fel. Ez a jelzés csupán a megfogalmazás eredetét és a szerzői jogokat jelzi, nem szolgál a cikkben szereplő információk forrásmegjelöléseként.